# Peter Ali
Peter Ali (Adelaide, 22 maggio 1956) è un ex cestista australiano.

## Carriera
Con l'Australia ha disputato i Giochi olimpici di Mosca 1980.